# Quan hệ Bắc Triều Tiên - Nga

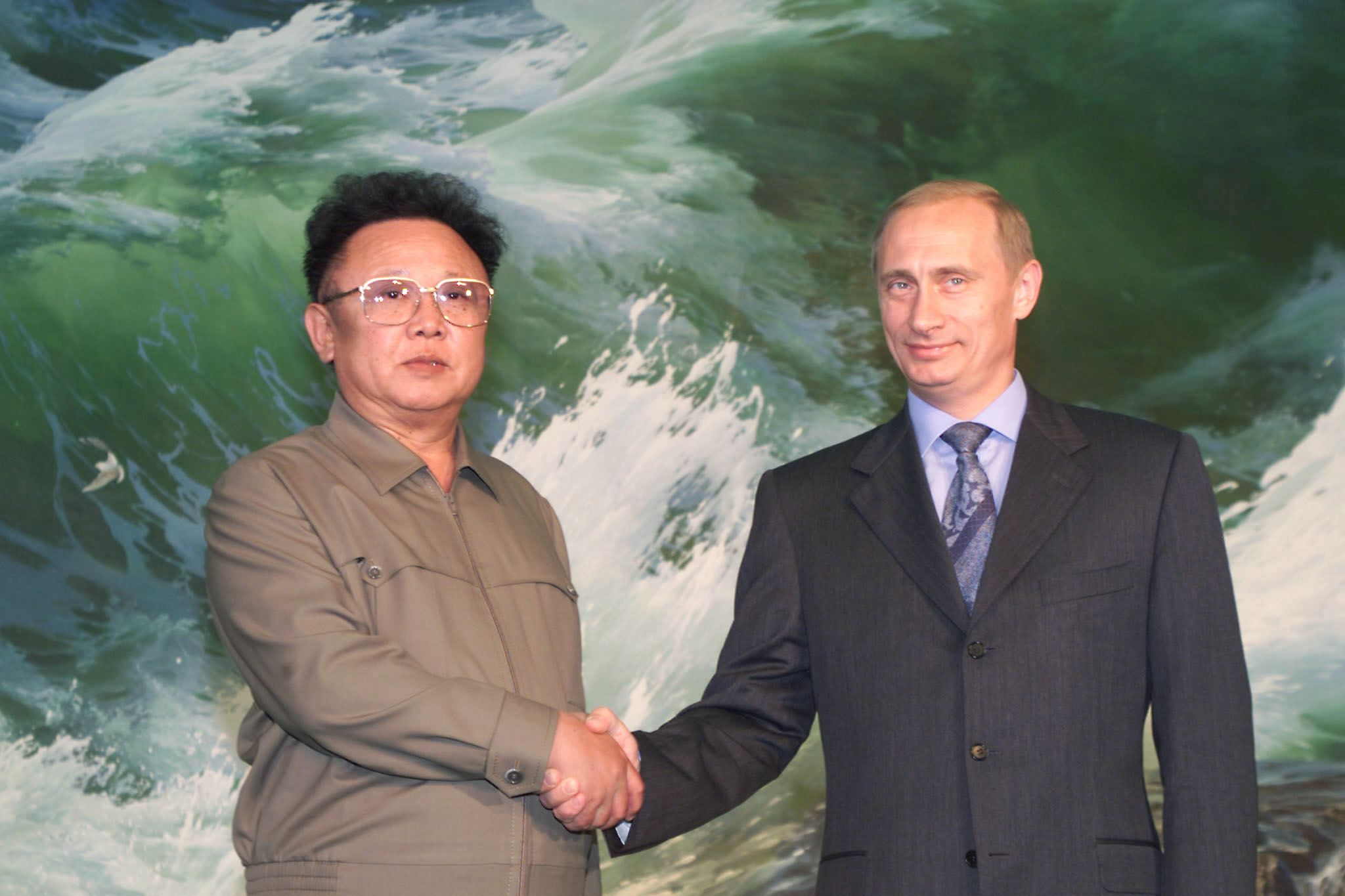
Vladimir Vladimirovich Putin và Kim Jong-il 2000

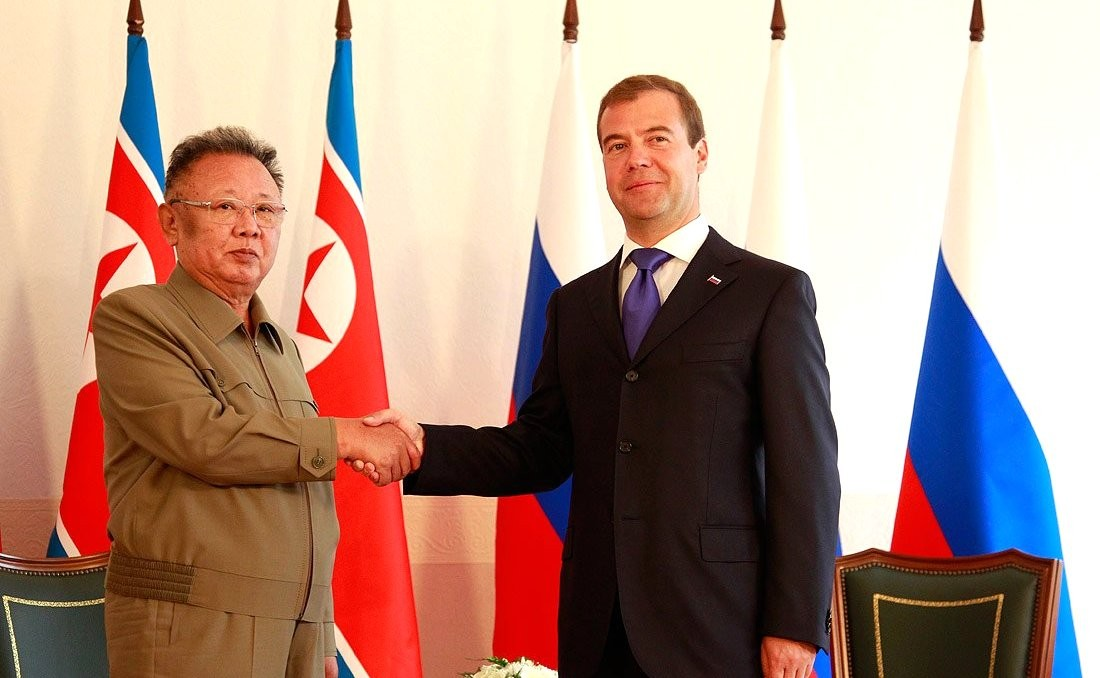
Dmitry Anatolyevich Medvedev và Kim Jong-il 2011

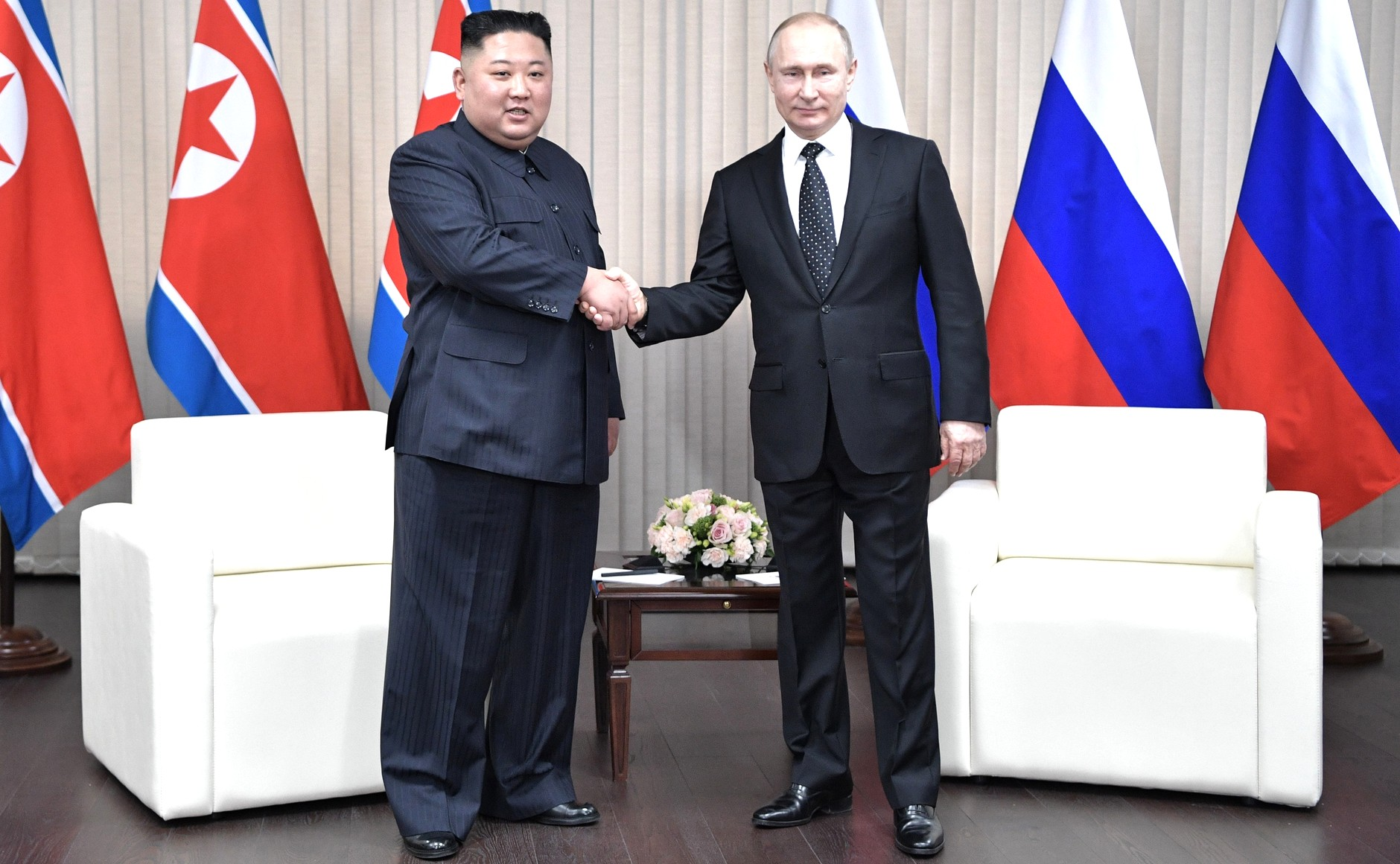
Kim Jong-un và Vladimir Putin 2019

Quan hệ ngoại giao giữa Bắc Triều Tiên (Cộng hòa Dân chủ Nhân dân Triều Tiên, CHDCND Triều Tiên) và Liên Xô (Liên bang Cộng hòa Xã hội Chủ nghĩa Xô Viết, Liên Xô, nhà nước tiền thân của Liên bang Nga) được thành lập lần đầu tiên vào ngày 12 tháng 10 năm 1948, ngay sau Cộng hòa Dân chủ Nhân dân Triều Tiên đã được tuyên bố. Trong chiến tranh Triều Tiên, Quân đội Nhân dân Triều Tiên được lực lượng quân đội Liên Xô hỗ trợ. Bắc Triều Tiên được thành lập như một phần của khối Cộng sản, và nhận được sự hỗ trợ lớn của Nga. Trung Quốc và Liên Xô đã cạnh tranh ảnh hưởng ở Bắc Triều Tiên trong thời kỳ chia rẽ Trung-Xô vào những năm 1960, khi Triều Tiên cố gắng duy trì mối quan hệ tốt đẹp với cả hai nước.
Quan hệ giữa hai nước tiếp tục sau khi sự sụp đổ của Liên Xô. Mối quan hệ đã đạt được một số tầm quan trọng một lần nữa sau khi Vladimir Putin được bầu làm Tổng thống Nga vào năm 2000. Kim Jong-un cũng đã chấp nhận lời mời đến thăm Nga vào giữa năm 2015. Hai quốc gia có chung đường biên giới dọc theo hạ lưu sông Tumen, dài 17 km và được hình thành vào năm 1860 khi Sa hoàng Alexander II giành được lãnh thổ từ Trung Quốc trong Công ước Bắc Kinh.
Nhận thức có lợi về Triều Tiên ở Nga đang dần suy giảm, chỉ 34% người Nga coi Triều Tiên là một quốc gia thân thiện và 60% người Nga tin rằng vũ khí hạt nhân của Triều Tiên là mối đe dọa đối với các nước khác; chỉ 8% người Nga ủng hộ Triều Tiên trong một cuộc xung đột tiềm tàng. Theo một cuộc thăm dò dịch vụ thế giới năm 2014 của BBC, 19% người Nga nhìn nhận ảnh hưởng của Triều Tiên một cách tích cực, với 37% bày tỏ quan điểm tiêu cực.